# Aroa danva
Aroa danva är en fjärilsart som beskrevs av Schs. och Frederic Edward Clements 1893. Aroa danva ingår i släktet Aroa och familjen tofsspinnare. Inga underarter finns listade i Catalogue of Life.